# Armoiries du Portugal
Le blason du Portugal est basé sur ses anciens blasons monarchiques. Il fut adopté officiellement le 30 juin 1911, en même temps que le drapeau.

## Armoiries du royaume

Armes royales
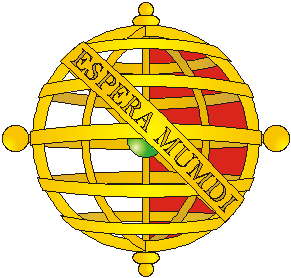
La sphère armillaire
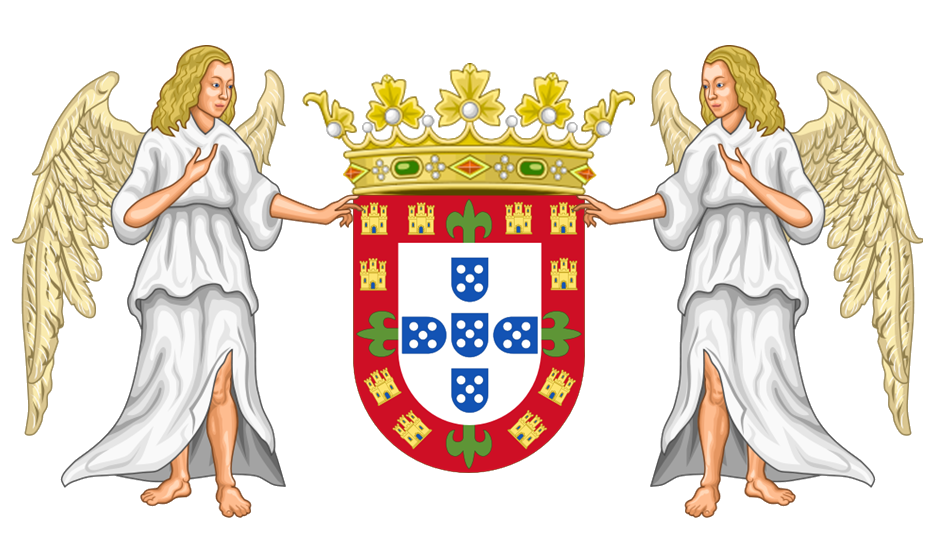
Armoiries royales (1385-1580)
Armoiries royales (1683-1853)
Armoiries royales (1853-1910)
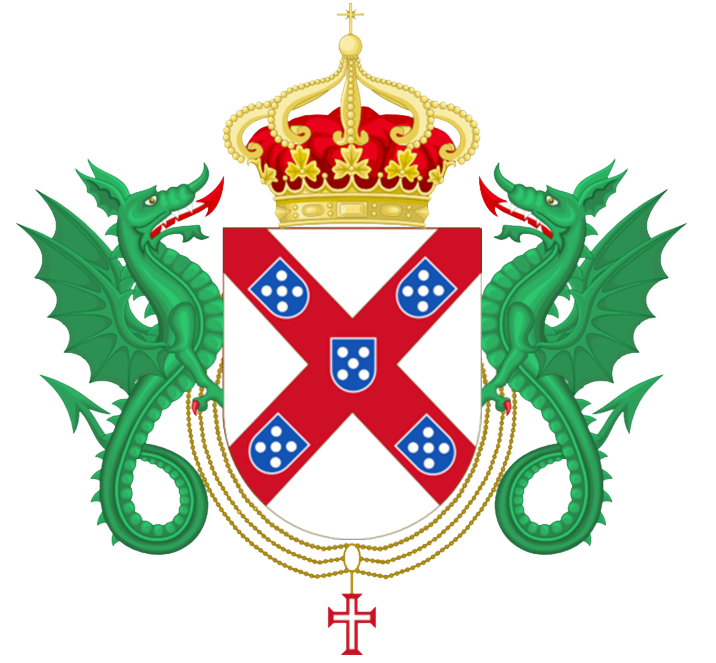
Armes des ducs de Bragance jusqu'en 1640.

## Armoiries de la république
Au centre on peut voir cinq écus d'azur, disposés en croix, chargés chacun de cinq besants d'argent disposés en sautoir, et une bordure de gueules chargée de sept châteaux d'or, trois sur le chef, deux sur les flancs et deux vers la pointe, le tout assis sur une sphère armillaire d'or bordée de sable.
Signification des symboles et des couleurs :
- Les cinq écus d'azur symboliseraient les cinq rois musulmans que le roi Afonso Henriques défit lors de la bataille d'Ourique en 1139 / 533 AH.
- Les besants (points) dans les écus représentent les cinq plaies du Christ.
- Les châteaux symboliseraient les sept châteaux du royaume maure d'Algarve, dernière partie du Portugal continental à avoir été conquise en 1249 / 646 AH.
- La sphère armillaire, emblème du roi Emmanuel Ier, représente le monde découvert par les navigateurs portugais durant les XVe et XVIe siècles.